# Helga Haase
Helga Haase, född 9 juni 1934 i Danzig, död 16 juni 1989 i Berlin, var en tysk skridskoåkare.
Haase blev olympisk guldmedaljör på 500 meter vid vinterspelen 1960 i Squaw Valley.